# Roselda Joux
Roselda Joux (pron. fr. AFI: [ʒu]) (Aosta, 31 marzo 1950) è un'ex sciatrice alpina italiana.

## Biografia
Sciatrice polivalente con maggior propensione alle prove tecniche, in Coppa del Mondo Roselda Joux esordì il 1º febbraio 1967 a Monte Bondone in slalom speciale (30ª) e conquistò il miglior risultato il 1º marzo 1968 ad Abetone nella medesima specialità (5ª); ai Mondiali di Val Gardena 1970, sua unica presenza iridata, si classificò 32ª nello slalom gigante e non completò lo slalom speciale. Fu per l'ultima volta il via in Coppa del Mondo il 3 dicembre 1971 a Sankt Moritz in discesa libera (40ª); non prese parte a rassegne olimpiche. È madre di Sonia Viérin e nonna di Sophie Mathiou, a loro volta sciatrici alpine.

## Palmarès

### Coppa del Mondo
- Miglior piazzamento in classifica generale: 29ª nel 1968

### Campionati italiani
- 4 medaglie[8]:
  - 1 argento (slalom speciale nel 1968)
  - 3 bronzi (combinata nel 1968; slalom speciale nel 1969; combinata nel 1971)

### Campionati italiani juniores
- 3 ori (discesa libera, slalom speciale, combinata nel 1968)[1]